# John H. Reese
John Henry Reese (Sweetwater, 18 dicembre 1910 – Santa Maria, 15 agosto 1981) è stato uno scrittore statunitense.

## Biografia
Nato a Sweetwater, Nebraska, il 18 dicembre 1910, ha esordito nella narrativa nel 1943 con il romanzo Sheehan's Mill.
Autore di numerosi romanzi western, gialli e per ragazzi, le sue opere hanno fornito il soggetto per tre pellicole la più celebre delle quali è Chi ucciderà Charley Varrick? di Don Siegel dal romanzo The Looters.
È morto a 70 anni il 15 agosto 1981 a Santa Maria, in California.

## Opere principali[4]

### Serie Jefferson Hewitt
- Weapon Heavy (1973)
- Il franco tiratore (The Sharpshooter, 1974), Milano, Longanesi, 1976 traduzione di Alberto Santolini
- Texas Gold (1975)
- Wes Hardin's Gun (1975)
- La sorgente del boia (Hangman's Springs, 1976), Bologna, La Frontiera, 1979 traduzione di Jimmy Boraschi
- Sequoia Shootout (1977)
- The Cherokee Diamondback (1977)
- Dead Eye (1978)
- A Pair of Deuces (1978)
- Two Thieves and a Puma (1980)

### Altri western
- Signal Guns At Sunup (1950)
- The High Passes (1954)
- Sure Shot Shapiro (1968)
- Sunblind Range (1968)
- Singalee (1969)
- Horses, Honor, and Women (1970)
- I pascoli del cielo (Angel Range, 1971), Bologna, La Frontiera, 1980 traduzione di Concetta Sodaro
- Jesus On Horseback (1971)
- Big Hitch (1972)
- They Don't Shoot Cowards (1973)
- Blowholers (The Blowholers, 1974), Bologna, La Frontiera, 1980 traduzione di Concetta Sodaro
- Il barone di Mooney (The Land Baron, 1974), Bologna, La Frontiera, 1980 traduzione di Concetta Sodaro
- Omar, Fats and Trixie (1976)
- Blacksnake Man (1976)
- Uno sceriffo per tutti (A Sheriff for All the People, 1976), Milano, Longanesi, 1978 traduzione di Alessandra Turati
- Halter-Broke (1977)
- Legacy of a Land Hog (1979)
- Maximum Range (1981)

### Western firmati Cody Kennedy Jr.
- The Wild Land (1979)
- Warrior Flame (1980)
- The Conquering Clan (1980)

### Western firmati John Jo Carpenter
- Signal Guns at Sunup (1950)

### Romanzi gialli e altri romanzi
- Sheehan's Mill (1943)
- The Looters (1968)
- Pietà per noi tutti (Pity Us All, 1969), Milano, Il Giallo Mondadori N. 1134, 1970

### Letteratura per ragazzi
- Big Mutt (1952)
- Three Wild Ones (1963)
- Dinky (1964)

## Adattamenti cinematografici
- Là dove il sole brucia (The Young Land), regia di Ted Tetzlaff (1959) (dal racconto Frontier Frenzy)
- Domani m'impiccheranno (Good Day for a Hanging), regia di Nathan Juran (1959) (dal racconto The Reluctant Hangman)
- Chi ucciderà Charley Varrick? (Charley Varrick), regia di Don Siegel (1973) (dal romanzo The Looters)

## Premi e riconoscimenti
- New York Herald Tribune award: 1952 vincitore con Big Mutt